# دانشگاه لسیوس
دانشگاه لسیوس (به لاتین: Lessius Hogeschool) یک منطقهٔ مسکونی و دانشگاه در بلژیک است که در استان آنتورپ واقع شده‌است.